# 城野隆
城野 隆（じょうの たかし、1948年11月22日 - ）は、日本の作家。
本名・鎌田雄三。徳島県生まれ。大阪教育大学卒。教員生活を経て、1999年に「月冴え」で小説NON創刊150号記念短編時代小説賞を受賞しデビュー。2000年に『妖怪の図』で第24回歴史文学賞、2005年『一枚摺屋』で第12回松本清張賞を受賞。

## 著書
- 『妖怪の図』新人物往来社、2001年5月（歌川国芳を描く表題作などの短編集）
- 『天辻峠』時代小説 祥伝社、2003年7月 のち文庫（短編集）
- 『隊中さま』新人物往来社、2005年10月（戊辰戦争以後の世界を描く）
- 『一枚摺屋』文藝春秋、2005年6月 のち文庫
- 『風狂の空 平賀源内が愛した天才絵師』祥伝社、2009年9月、のち『風狂の空 天才絵師・小田野直武』祥伝社文庫、2013年4月